# ヘテ製菓食品
ヘテ製菓食品株式会社（ヘテせいかしょくひん、朝: 해태제과식품、英:  Haitai Confectionery & Foods）は、大韓民国の製菓会社である。

## 歴史
- 1945年：ヘテグループの創業者であるパク・ビョンギュがヘテ製菓合名会社を設立した。1982年から2001年まで、光州で22%台という高い市場占有率を記録した[1]。
- 1946年：ヘテキャラメル（해태캬라멜）発売
- 1958年：氷菓製品の生産を開始
- 1968年：ヘテチョコレート（해태쵸코렛）発売
- 1970年：ビンゴアイスバー（빙고아이스바）、ブラボーコーン（부라보콘）、ファミリーアイスクリーム（훼미리아이스크림）発売
- 1971年：ジョニークラッカー（조니크래커）発売
- 1973年：マットゥリカンジョン（맛들이강정）発売
- 1974年：エース（에이스）、ヌガーバー（누가바）発売
- 1975年：マットンサン（맛동산）発売
- 1976年：ババンバ（바밤바）、アカシアガム（아카시아껌）発売
- 1983年：ビューティアロエガム（뷰티알로에껌）発売
- 1984年：オーイエス（오예스）発売
- 1987年：飲料メーカーである株式会社ドトゥラク（도투락）と販売契約締結、冷凍餃子の故郷餃子（고향만두）発売
- 2001年
  - 7月11日：ヘテ食品製造として設立
  - 9月28日：ヘテ製菓食品が買収したヘテ製菓（営業譲渡前のヘテ製菓）から譲り受けた製菓事業部門が、裁判所の許可を経て適法な営業譲渡として進行
  - 11月30日：社名をヘテ食品製造からヘテ製菓食品に変更
- 2020年1月2日アイスクリーム事業部門をヘテアイスクリームとして分割（慶尚北道慶山市河陽邑に所在）

## 歴代ロゴ
- 1986年～2002年
- 2002年～2008年
- 2008年～現在

## 主な製品
- 菓子：ハニーバターチップ、ハニートントン、マットンサン、オーイエス、バターリング、ホームランボール、エース、アイビー、自由時間、フレンチパイ、サブレ、チョコティンティン、ピーナッツグレ、サルビア、新堂洞 トッポッキ、ヨンヤンゲン、オサツ、ウエハース、ロリポリ、卵菓子、銀丹、ブラボーコーン
- 冷凍食品：故郷餃子（冷凍餃子）

### 販売終了製品
- センセンバー（イチゴ味、ブドウ味）
- ヨンスター（イチゴ味、コーヒー味、ブドウ味
- アモンディア
- シークレットフレンズ
- ティピーフレンズ コマボール

## 事件
- 価格引き上げ

2007年 3月18日、韓国公正取引委員会は、ロッテ製菓、ロッテフード、ビングレなどと共に、ヘテ製菓食品が自社で製造・販売しているコーンタイプのアイスクリームの価格を談合して値上げした件について、10億3800万ウォンの課徴金を課し、韓国検察庁に告発した。課徴金の賦課および告発理由は、これら4社が2005年5月～7月、および2006年3月～5月の2回にわたり、ワールドコーン、グーグーコーン、ブラボーコーン、メタコーンなどコーンタイプのアイスクリーム製品の価格を談合して引き上げた点である。
- 役員

ヘテ製菓食品は登記役員、非登記役員の中にも依然として女性が1人もおらず、一部の消費者から「ガラスの壁」に対して批判を受けている。  

## 主な事務所
- 登記上本店：忠清南道天安市西北区聖居邑天興8キル67-26
- 本社事務所：ソウル特別市龍山区漢江大路72キル3（南営洞）